# هجرس أزرق
الهجرس الأزرق أو السعدان الأزرق أو النسناس الأزرق (الاسم العلمي:Cercopithecus mitis) (بالإنجليزية: Blue Monkey)‏ هو نوع من الحيوانات يتبع جنس الهجرس من فصيلة سعادين العالم القديم.